# Korytárky
Korytárky es un municipio del distrito de Detva en la región de Banská Bystrica, Eslovaquia, con una población estimada a final del año 2024 de 941 habitantes.
Se encuentra ubicado en el centro de la región, sobre los montes Centrales Eslovacos (Cárpatos occidentales) y a poca distancia al sur del río Hron —un afluente izquierdo del Danubio—.

## Demografía
| Año        | 1994 | 2004    | 2014    | 2024    |
| ---------- | ---- | ------- | ------- | ------- |
| Población  | 1043 | 1011    | 961     | 941     |
| Diferencia |      | −3,06 % | −4,94 % | −2,08 % |

| Año        | 2023 | 2024    |
| ---------- | ---- | ------- |
| Población  | 936  | 941     |
| Diferencia |      | +0,53 % |